# Käärmesaari (ö i Södra Savolax, Nyslott, lat 62,19, long 29,35)
Käärmesaari är en ö i Finland. Den ligger i sjön Orivesi och i kommunen Nyslott i  landskapet Södra Savolax, i den sydöstra delen av landet, 300 km nordost om huvudstaden Helsingfors. Öns area är 0,6 hektar och dess största längd är 180 meter i öst-västlig riktning.